# Dušan Đokić
Pour les articles homonymes, voir Dokić.
Dušan Đokić (en serbe cyrillique: Душан Ђокић), né le 20 février 1980 à Prokuplje, est un footballeur serbe. 

## Carrière
Après avoir remporté deux coupes et deux championnats en Serbie avec l'Étoile rouge de Belgrade, Đokić (prononcé Djokitch) arrive en Belgique en 2007. Il a du mal à s'imposer dans l'équipe de base du FC Bruges et en janvier 2009, en manque de temps de jeu, il est prêté 6 mois à l'Omonia Nicosie.
Le 10 mars 2010 le FC Bruges prête officiellement son attaquant serbe au club chinois Chongqing Lifan.

## Statistiques
| Saison    | Club                  | Pays                 | Championnat               | Match | Buts |
| --------- | --------------------- | -------------------- | ------------------------- | ----- | ---- |
| 1998/99   | Dinamo Pančevo        | Yougoslavie          | Meridian Superliga        | 2     | 0    |
| 1999/00   | Dinamo Pančevo        | Yougoslavie          | Meridian Superliga        | 24    | 7    |
| 2000/01   | FK Rad Belgrade       | Yougoslavie          | Meridian Superliga        | 10    | 0    |
| 2001/02   | FK Rad Belgrade       | Yougoslavie          | Meridian Superliga        | 23    | 2    |
| 2002/03   | FK Zemun              | Serbie-et-Monténégro | Meridian Superliga        | 19    | 6    |
| 2003/04   | Obilic Belgrade       | Serbie-et-Monténégro | Meridian Superliga        | 29    | 13   |
| 2004/05   | Železnik              | Serbie-et-Monténégro | Meridian Superliga        | 13    | 3    |
| 2005/06   | Vozdovac Belgrade     | Serbie-et-Monténégro | Meridian Superliga        | 17    | 11   |
|           | Étoile rouge Belgrade | Serbie-et-Monténégro | Meridian Superliga        | 9     | 8    |
| 2006/07   | Étoile rouge Belgrade | Serbie               | Meridian Superliga        | 28    | 14   |
| 2007/08   | FC Bruges             | Belgique             | Division 1                | 26    | 4    |
| 2008/09   | FC Bruges             | Belgique             | Division 1                | 2     | 0    |
|           | Omonia Nicosie        | Chypre               | Division 1                | 6     | 5    |
| 2009/10   | SC Astra Ploieşti     | Roumanie             | Division 1                | 12    | 3    |
| 2010      | Chongqing Lifan       | Chine                | Division 2                |       |      |
| 2010/2011 | KGHM Zagłębie Lubin   | Pologne              | Ekstraklasa               | 7     | 0    |
| 2011/2012 | Najran Sport Club     | Arabie saoudite      | Saudi Professional League | 1     | 0    |

## Palmarès
- Champion de Serbie en 2006 et 2007 (Étoile rouge Belgrade)
- Vainqueur de la Coupe de Serbie en 2006 et 2007 (Étoile rouge Belgrade)